# Тополівка (річка)
Тополівка — річка в Україні, у Городенківському районі Івано-Франківської області, права притока Белелуйки (басейн Дунаю).

## Опис
Довжина річки приблизно 11 км.  Формується з багатьох безіменних струмків.

## Розташування
Бере початок у селі Сороки. Тече переважно на південний схід через Торговицю й у Топорівці впадає у річку Белелуйку, ліву притоку Пруту.
Річку перетинає автомобільна дорога Р24